# Peter Grace
Peter Grace (geb. vor 1980) ist ein Tonmeister.

## Leben
Grace studierte Film, Fernsehen und Sound an der Australian Film Television and Radio School, wo er 1984 mit dem Bachelor of Arts abschloss. Er begann seine Karriere Ende der 1980er Jahre beim Fernsehen. Sein Debüt hatte er bei der australischen Krimiserie Police Rescue. Er wirkte auch am 1994 entstandenen, auf der Serie basierenden Film mit. Seine erste große Filmproduktion war 1998 die Komödie Schweinchen Babe in der großen Stadt. In der Folge wirkte er an weiteren australischen Film- und Fernsehproduktionen mit, darunter Das Geheimnis der Alibrandis, Little Fish und Schande, sowie an der  australisch/britisch/US-amerikanischen Koproduktion Knowing – Die Zukunft endet jetzt. 2017 gewann er für Hacksaw Ridge – Die Entscheidung gemeinsam mit Kevin O’Connell, Andy Wright und Robert Mackenzie den Oscar in der Kategorie Bester Ton. Zudem war er in diesem Jahr für den BAFTA Film Award in der Kategorie Bester Ton nominiert, dieser Preis ging jedoch an Arrival.

## Filmografie (Auswahl)
- 1998: Schweinchen Babe in der großen Stadt (Babe: Pig in the City)
- 2000: Das Geheimnis der Alibrandis (Looking for Alibrandi)
- 2005: Little Fish
- 2005: Schande (Disgrace)
- 2006: Happy Feet
- 2009: Knowing – Die Zukunft endet jetzt (Knowing)
- 2016: Gods of Egypt
- 2016: Hacksaw Ridge – Die Entscheidung (Hacksaw Ridge)

## Auszeichnungen (Auswahl)
- 2017: Oscar-Nominierung in der Kategorie Bester Ton für Hacksaw Ridge – Die Entscheidung
- 2017: BAFTA-Film-Award-Nominierung in der Kategorie Bester Ton für Hacksaw Ridge – Die Entscheidung